# ناحیه ژنو، شهرستان میدلند، میشیگان
ناحیه ژنو (به انگلیسی: Geneva Township) یک منطقهٔ مسکونی در ایالات متحده آمریکا است که در شهرستان دانیلز، میشیگان واقع شده‌است.
 ناحیه ژنو ۹۳٫۳ کیلومتر مربع مساحت و ۱٬۱۳۷ نفر جمعیت دارد و ۲۰۷ متر بالاتر از سطح دریا واقع شده‌است.